# حادثة أميثيست

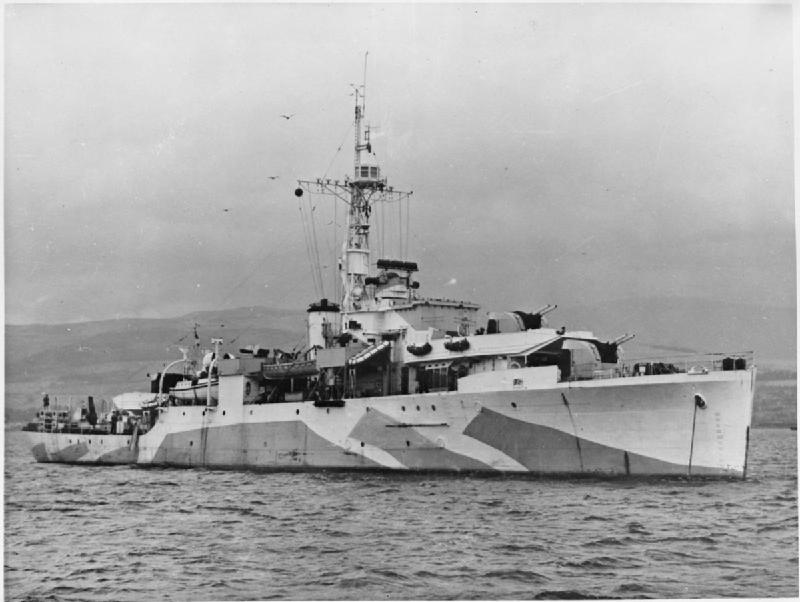

حادثة أميثيست (بالإنجليزية: Amethyst Incident)‏، المعروفة أيضًا باسم حادثة يانغتسي، هي حادثة تاريخية شاركت فيها سفن البحرية الملكية البريطانية على نهر يانغتسي لمدة ثلاثة أشهر خلال الحرب الأهلية الصينية في صيف عام 1949.

## الوصف
في 20 أبريل عام 1949، عبرت سفينة أميثيست البحر، بقيادة الملازم برنارد سكينر من شنغهاي إلى نانكينغ لتحل محل السفينة كونسور، التي وضعت كسفينة حراسة للسفارة البريطانية هناك خلال الحرب الأهلية الصينية بين الحزب القومي الكومينتانغي بقيادة جمهورية الصين والحزب الشيوعي الصيني. وفقًا للقوات البحرية الملكية، في الساعة 08:31، وبعد إطلاق رشقات من الأسلحة الخفيفة، أطلقت بطارية مدفعية تابعة لجيش التحرير الشعبي على الضفة الشمالية للنهر صاروخًا يحوي عشر قذائف، سقط بالقرب من السفينة، من المفترض أن يكون جزءًا من قصف منتظم للقوات الوطنية على الضفة الجنوبية. زادت السفينة سرعتها، ورُفعت أعلام الاتحاد الكبيرة على جانبي السفينة، وبعد ذلك توقف الإطلاق من هذه البطارية المدفعية.

### الضرر الأولي
في الساعة 09:30، عندما اقتربت الفرقاطة من كيانجين (المعروفة الآن باسم جيانغين) أعلى النهر، تعرضت لنيران متواصلة من بطارية تابعة لجيش التحرير الشعبي الصيني (بي إل أي). أول قذيفة مرت فوق السفينة، ثم أصيبت غرفة القيادة، وغرفة الطاقة السفلية على التتالي، وأصيب الملازم أول القائد سكينر بجروح قاتلة، وأصيب جميع أفراد غرفة القيادة. أُصيب الربان الرائد سيمان ليزلي فرانك بجروح خطيرة، ونتيجة لذلك، أسرعت السفينة إلى الميناء ورست على الشاطئ لاستعادة السيطرة على القيادة. قبل إرساء السفينة، أعطيت الأوامر بإطلاق النار، لكن لم تستجيب المدافع، لأن دارات إطلاق النار تعطلت عند إصابة غرفة الطاقة السفلية.
تولى الملازم أول جيفري إل ويستون قيادة السفينة، على الرغم من أنه أصيب أيضًا. انفجرت قذائف جيش التحرير الشعبي الصيني في غرفة العيادة، وغرفة محرك الميناء، وأخيرًا في المولدة، بعد آخر بث قام به ويستون المصاب الذي قال فيه: «نتعرض لنيران كثيفة. أنا في الموقع `31.10 شمال `119.20 شرق. يوجد عدد كبير من الإصابات».
أُصدر الأمر بإطلاق النار عند الحاجة إذ يطلق كل برج بشكل مستقل، لكن السفينة أميثيست رست بطريقة لا تمكنها من توجيه مدافع البرجين الأماميين نحو بطاريات جيش التحرير الشعبي الصيني، وبقي البرج الخلفي يرد على إطلاق النار لوحده. سرعان ما أصيب هذا البرج. ولم يستطيعوا استخدام أي من الأسلحة القريبة المدى على بطاريات جيش التحرير الشعبي الصيني. واصلت بطاريات الشاطئ إطلاق النار على أميثيست، مما تسبب في المزيد من الأضرار والإصابات على متنها.

### محاولة الإخلاء
بين الساعة 10:00 و 10:30، أمر ويستون بالإخلاء الفوري إلى الشاطئ لأي شخص يمكنه النجاة بحياته. نقل بعض الجنود بقارب نجاة إلى الشاطئ، بينما سبح بعضهم إلى الشاطئ. حولت البطاريات نيرانها إلى الجنود وبالتالي أوقفت عملية الإخلاء. وصل تسعة وخمسون جندي وأربعة فتيان صينيين إلى الضفة الجنوبية التي يسيطر عليها الكومينتانغ، وافترضوا أن رجلين غرقا أثناء السباحة إلى الشاطئ. وانضم الناجين المصابين بجروح خطيرة من أميثيست الذين نزلوا من القارب سامبان، بمساعدة القوميين الصينيين في اليوم التالي. نقل كلا الطرفين إلى مستشفى تبشيري في كيانجين، وقابلهم ممثل من السفارة البريطانية في نانكينج ووضعوا في قطار متوجه إلى شانغهاي.
كان الباقون على متن السفينة وهم 60 جنديًا غير مصابين. توقف القصف، ولكن لم يستطع أحد التحرك بسبب مراقبة قناصة جيش التحرير الشعبي.

### المساندة من المدمرة كونسورت
في الوقت الذي توقف فيه القصف نحو الساعة 11:00، قدر عدد القتلى بنحو 22 والإصابات 31. تعرضت السفينة أميثيست لأكثر من 50 إصابة وثقب تحت الخط المائي وتم ترميمها. خلال هذا الوقت، شوهدت المدمرة كونسورت، وهي رافعة سبعة أعلام بحرية وثلاثة أعلام للاتحاد، تنطلق من نانكينج بسرعة 29 عقدة. أمر الأدميرال مادن قائد المدمرة كونسورت، روبرتسون، بمغادرة نانكينغ لمساندة أميثيست، وأمر كابتن الفرقاطة بلاك سوان، جاي، بالانطلاق من شنغهاي إلى كيانجين، إذ تبعد 40 ميلًا عن أميثيست.
وصلت المدمرة إلى أميثيست حوالي الساعة الثالثة بعد الظهر وفتحت نيرانها على الفور. رأت أن النيران كثيفة لكي تستطيع الاقتراب من أميثيست، لذا تجاوزتها بسرعة باتجاه النهر. التفت ميلين واقتربت إلى أميثيست مرة أخرى لسحبها. ولكن مرة أخرى، تعرضت لنيران كثيفة لدرجة أنها اضطرت للتخلي عن المحاولة، على الرغم من أنها ردت على البطاريات المدفعية الشاطئية بأسلحتها الكاملة (بما في ذلك البنادق عيار 4.5 بوصة (114 ملم))، وسرعان ما أشارت إلى أنها أخمدت معظم البطاريات. بعد نصف ساعة توقفت إشاراتها، على الرغم من أنها قامت بمحاولة ثانية لسحب أميثيست، بعد أن التفت باتجاه مجرى النهر مرة أخرى. فشلت هذه المحاولة أيضًا وتعرضت للمزيد من الأضرار والخسائر أثناء تعطل دفة التوجيه. لذلك اضطرت إلى مواصلة الإبحار خارج منطقة إطلاق النار بعد مقتل 10 رجال وجرح 23 آخرين.

### رفع السفينة فوق سطح الماء ووصول القائد كيرانس
رفعت أميثيست فوق سطح الماء بعد منتصف الليل مباشرة، في 21 أبريل، بعد تخفيف حمولة السفينة، وانتقلت بعكس اتجاه النهر. التحق المساعد البحري البريطاني، الملازم أول جون كيرانس، بالسفينة في 22 أبريل بعد تعامله مع جميع الجرحى وغير المصابين الذين أرسلوا إلى الشاطئ. وتولى قيادة السفينة في ذلك اليوم.
خلال الأيام القليلة التالية تحركت أميثيست عدة مرات، ولكن في كل مرة فتحت البطاريات النار عليها، أجبرت السفينة على الإرساء، وغادرت أخيرًا ميناء فو تي وي.

### المساندة من السفينتين لندن، وبلاك سوان
في 21 أبريل، تُلقيت إشارة تقول: «سفينتا لندن وبلاك سوان تتحركان لمرافقة أميثيست. كن مستعدًا للتحرك». تعرضت السفينتان للقصف الكثيف أثناء محاولتهما مساعدة أميثيست، وتراجعتا بعد أن قُتل 3 جنود وجُرح 14 آخرين.

### المفاوضات
في 30 أبريل من عام (1949)، طالب الصينيون بريطانيا والولايات المتحدة وفرنسا بسحب قواتها المسلحة بسرعة من كل شبر من أراضي الصين. خلال المفاوضات، أصر الشيوعيون على أن السفينة البريطانية هي التي بدأت بإطلاق النار، لكن في نهاية المطاف في عام (1988)، اعترف قائد جيش التحرير الشعبي الصيني يي فاي بأن قواته هي التي أطلقت أولًا، ظنًا منه أنها سفينة أمريكية. بقيت أميثيست تحت حراسة جيش التحرير الشعبي الصيني لمدة عشرة أسابيع، مع قطع الإمدادات الحيوية عن السفينة. توقفت المفاوضات لأن كيرانس لم يقبل بمطالب كانغ يوشاو، الممثل الصيني، بأن يعترف بخطأ الدولة البريطانية بغزو المياه الوطنية الصينية. وأصرت الجمهورية الشعبية على أن رحلة أميثيسنت في نهر اليانغتسي غير قانونية.

### الهروب
في 30 يوليو من عام (1949)، أبحرت أميثيست باتجاه مجرى النهر في الظلام، انطلقت مسافة 104 أميال (167 كيلومتر) للإفلات من نيران المدافع على ضفتي النهر. أبحرت خلف سفينة الركاب كيانغ لينغ ليبريشين على أمل ألا يلاحظ المراقبين على الشاطئ وجودها في الظلام. عندما فتحت البطارية النار، اتجهت النيران نحو كيانغ لينغ ليبريشين وغرقت مع سقوط عدد كبير من الضحايا المدنيين.
عند الساعة الخامسة صباحًا يوم 31 يوليو، اقتربت أميثيست من حصون جيش التحرير الشعبي الصيني في بار شان (باوشان) ووسونغ، إذ اجتاحت الفرق الكشافة النهر. في الساعة 05:25، عقد اجتماع مع المدمرة «كونكورد»، وفي هذه المرحلة أرسلت «أميثيست» إشارة تقول: «انضممنا إلى أسطول جنوب ووشنغ. لم تقع أية أضرار. لم تقع إصابات. فليحفظ الله الملك».